# Haličský zemský sněm
Haličský zemský sněm (polsky Sejm Krajowy Galicji, oficiálně Zemský sněm Království Haličského a Lodoměřského, Sejm Krajowy Królestwa Galicji i Lodomerii) byl volený zákonodárný sbor v korunní zemi Halič v Rakouském císařství, od roku 1867 v Rakousku-Uhersku, existující do roku 1918. Byl jedním ze zemských sněmů Předlitavska.

## Stavovské shromáždění jako předchůdce sněmu

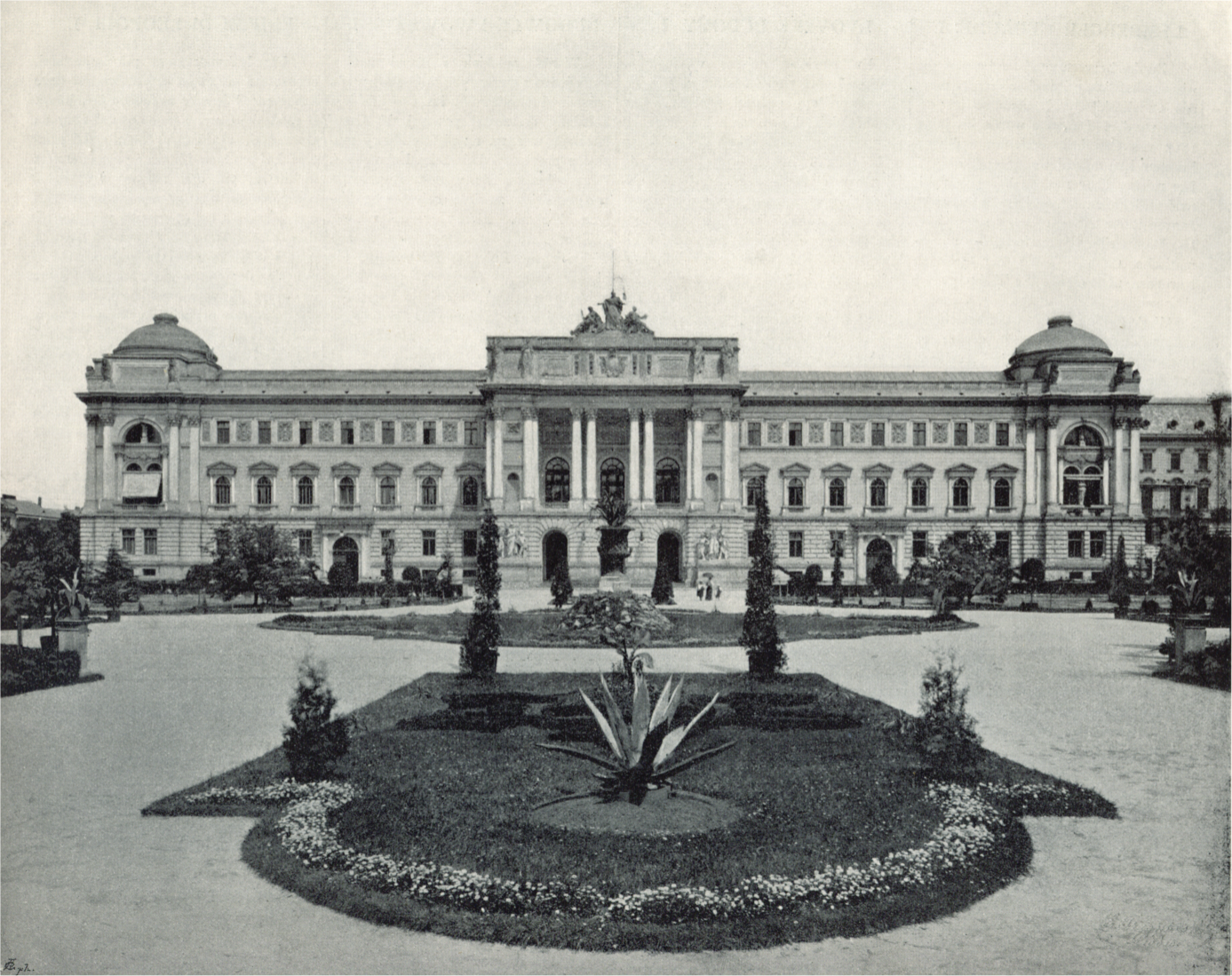
Historické sídlo Haličského zemského sněmu v Lvově

Za existence polského státu se haličská šlechta účastnila zasedání celopolského stavovského sněmu (sejmu) stejně jako regionálních shromáždění. Po prvním dělení Polska v roce 1772 byla stavovská shromáždění na území přičleněném k habsburské monarchii zastavena, ale již roku 1775 obnovena na základě císařského dekretu. Nešlo o shromáždění parlamentního typu, ale o nevolený sbor zástupců šlechty, církve a měst bez větších formálních pravomocí. Poprvé byly stavy svolány v roce 1782. Třetí dělení Polska roku 1795 dočasně k monarchii připojilo i území Západní Haliče, ale stavy v té době nebyly již svolávány, protože by šlo o příliš velké a složité shromáždění.
Paragraf 5 smlouvy mezi Ruskem a Rakouskem z jara 1815 v rámci Vídeňského kongresu stanovil, že Poláci na územích připojených k Rakousku mají obdržet zastoupení. Jejich samospráva ale byla definována jen pro případy, kdy to „vláda uzná za užitečné a případné.“ Patentem z 13. dubna 1817 pak císař František I. obnovil haličské stavovské shromáždění a pokusil se tak tento příslib naplnit. Stavovské shromáždění bylo nadále složeno ze zástupců šlechty, velkostatkářů a církevních hodnostářů. Mělo několik stovek členů, ale účast na jeho činnosti byla nízká. Každoročního zasedání se účastnilo zhruba 50 až 70 osob a jednání mělo krátký průběh. Zemské stavy v Haliči si volily stálý výbor, disponovaly nevelkým rozpočtem (Domestikalfond) a vedly šlechtické matriky.
Naposledy se haličské stavy sešly v tomto složení v roce 1845. S nástupem revoluce roku 1848 již působily jako anachronismus a formálně byly rozpuštěny císařským patentem. Zůstal jen stálý stavovský výbor, který vykonával svou roli až do ustavení Haličského zemského sněmu roku 1861. Během revoluce byla 18. března 1848 předložena takzvaná Lvovská petice, v níž se žádalo zřízení voleného zemského sněmu, ale nedošlo k tomu.

## Zemský sněm Království Haličského a Lodoměřského
Únorová ústava z roku 1861 převedla monarchii na ústavní model vlády, včetně zemské samosprávy. Okamžitě byl utvořen Haličský zemský sněm. Sestával z šesti skupin.
- Katolická církev na něm disponovala šesti poslanci, kteří zde zasedali z titulu své funkce jako virilisti. Od roku 1896 byl jejich počet zvýšen na osm. Šlo o římsko-katolického lvovského arcibiskupa a biskupové z Přemyšlu, Tarnowa (od roku 1896 i Krakova), o řecko-katolického arcibiskupa Lvova a biskupy z Přemyšlu a Stanislavova a o arménsko-katolického arcibiskupa Lvova. Všichni tři arcibiskupové a krakovský biskup byli zároveň jako virilisti automaticky členy horní komory celorakouského parlamentu ve Vídni (Panská sněmovna).
- Dalšími virilisty byli rektoři Lvovské univerzity a Krakovské univerzity. Od roku 1900 se členem zemského sněmu stal i prezident krakovské akademie věd a rektor vysoké školy technické ve Lvově.

Následovaly čtyři kurie volených poslanců
- Velkostatkářská kurie disponovala 44 mandáty. Volební právo měli majitelé velkostatků zapsaných v zemských deskách a také majitelé velkostatků, které dřív byly šlechtickými panstvími a kteří platili pozemkovou daň nejméně 100 zlatých ročně. Volební právo měli i invalidé, ženy a právní zástupci, ti ovšem museli mít plnou moc. Polemika se objevila okolo fenoménu nájemců velkostatků. Pronájem velkostatků byl v Haliči rozšířen, ale nájemci volební právo neměli. Pasivní právo být zvolen do sněmu měli pouze muži. V této kurii připadalo na každého poslance od 47 (v roce 1876) do 52 (v roce 1908) voličů.
- Kurie obchodních a živnostenských komor volila 3 poslance. Byli voleni nepřímo radami komor v Lvově, Krakově a Brodech. Každý poslanec v této kurii zastupoval cca 8700 voličů.
- Kurie měst disponovala 23 poslaneckými křesly (od roku 1863 zvýšeno na 26 a v roce 1900 na 31). Šlo o přímé volby, ovšem s volebním právem omezeným volebním cenzem. Voličem mohl být jen ten měšťan, který ve své obci spadal mezi dvě třetiny obyvatel s nejvyšším daňovým odvodem. Cenzus se tak fakticky lišil podle ekonomické síly konkrétního města. Kromě toho měli automatické volební právo i duchovní, důstojníci, lékaři a učitelé na vyšších školách (a ředitelé středních škol). Celkový počet osob, které splňovaly tato kritéria a mohly tedy volit v této kurii, vzrostl z 22 005 v roce 1876 na 64 084 roku 1908, aniž by byl úměrně tomu zvýšen počet volených poslanců. Jeden poslanec připadal na 1000–2000 voličů.
- Kurie ostatních obcí volila nepřímo 74 poslanců v jednomandátových okrscích, jejichž hranice se shodovaly s hranicemi politických okresů v Haliči. Volební právo bylo podobně jako v kurii měst omezeno volebním cenzem na dvě třetiny největších daňových poplatníků a na vybrané profese státních úředníků a inteligence. Kromě toho v této kurii volili i majitelé velkostatků zapsaných v zemských deskách, kteří platili méně než 100 zlatých ročně a nemohli tudíž volit přímo ve velkostatkářské kurii. Šlo o volby nepřímé, protože vlastní volbu poslance zemského sněmu prováděl volitel (cca 500 voličů na jednoho volitele). V roce 1876 připadalo na jednoho poslance 6879 voličů, roku 1908 již 8792 voličů.

Volební právo a kuriový systém vedl na sněmu k dominanci velkostatkářů. Vlastníci deskových statků představovali 0,4 % populace Haliče, ale vybírali v roce 1876 28,2 % poslanců. Kurie ostatních obcí zahrnovala roku 1876 95 % (roku 1908 stále ještě 90,8 %) obyvatelstva Haliče, ale připadalo na ni jen 52,3 %, později dokonce 46 % procent poslanců sněmu. Tyto parametry volebního systému měly i dopad na národnostní složení sněmu. Ukrajinské obyvatelstvo (40 % populace Haliče) žilo převážně ve venkovských obcích a nanejvýš mohlo získat 15 % poslanců. Dominantní stranou na sněmu byl až do roku 1907 Polský klub.

## Haličské vyrovnání
V roce 1907 byl na celostátní úrovni (vídeňská Říšská rada) v Předlitavsku zrušen kuriový systém a zavedeno všeobecné a rovné volební právo, podle kterého se poprvé volilo ve volbách do Říšské rady roku 1907. V Haliči se souběžně s tím vyjednávalo o reformě volebního systému. Oficiálně byla ve formě zemského zákona přijata až 14. února 1914. Vzhledem k vypuknutí války ale již nebyla implementována a neproběhly podle jejích parametrů žádné zemské volby. Reforma předpokládala 12 virilistů a šest voličských skupin, které ale měly mít v zásadě stejnou voličskou váhu.

## Pravomoci sněmu

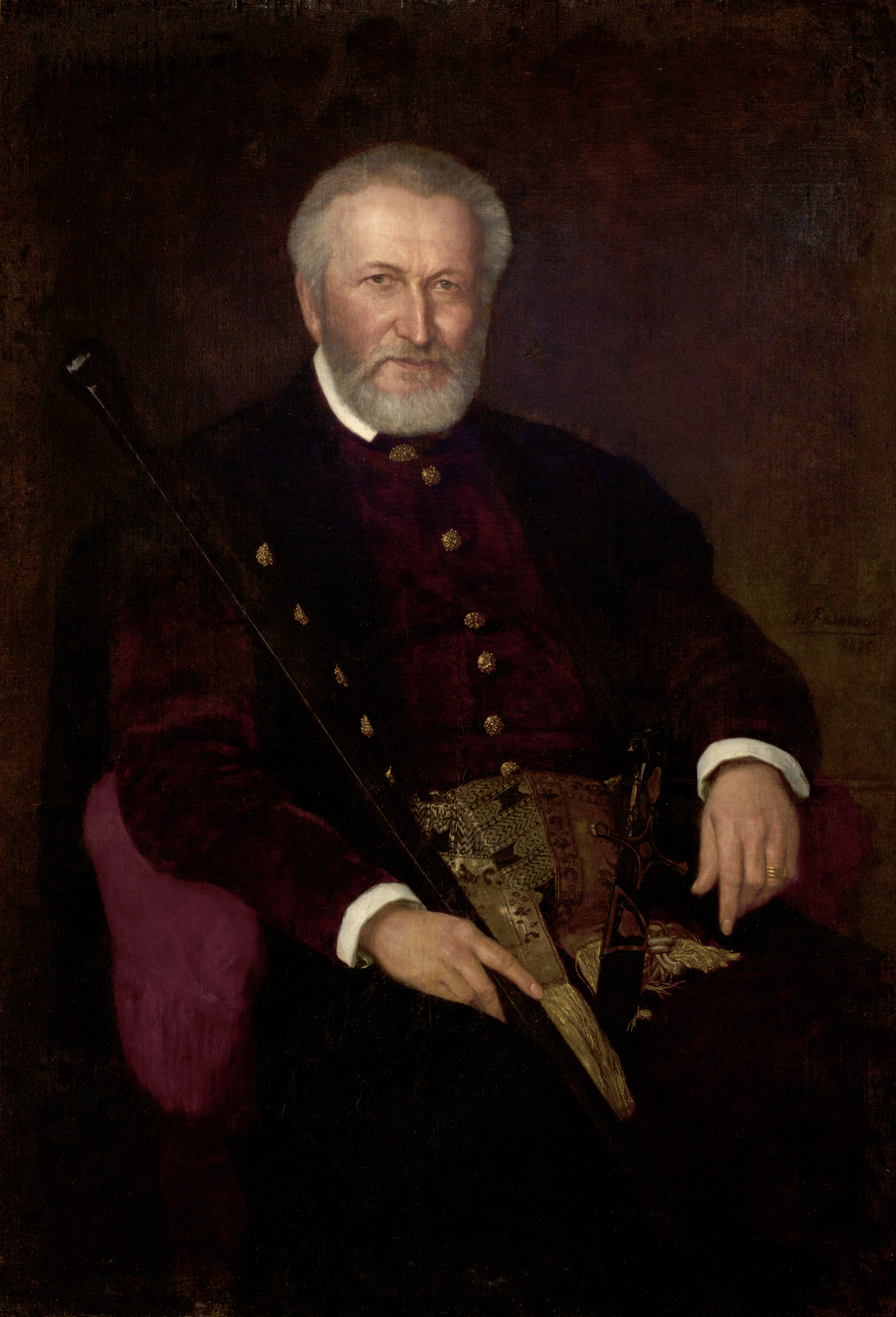
Zemský maršálek Leon Sapieha

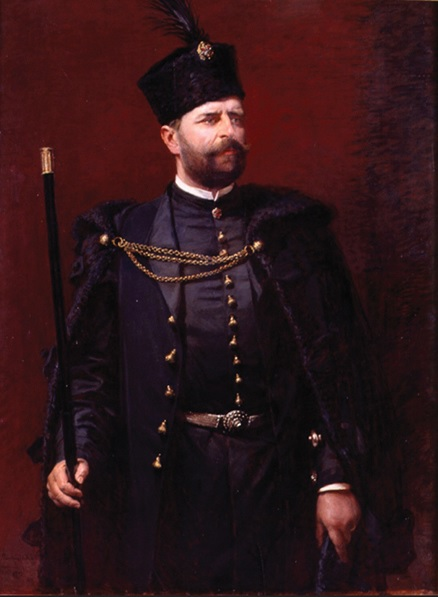
Zemský maršálek Andrzej Kazimierz Potocki

Sněm měl zákonodárnou moc v oblastech přenesených na něj centrální vládou. Například šlo o obecní samosprávu, církevní záležitosti, školské otázky, sociální péči nebo Landeskultur (zemědělská politika). Poslední z těchto témat bylo Haličským zemským sněmem interpretováno značně široce a v roce 1909 proto došlo ke změně § 18 zemské ústavy, kdy byla Landeskultur explicitně definována jako zemědělská politika.

## Organizační struktura
Zemský sněm byl volen na šest let. Každoroční zasedání sněmu svolával císař. Sídlem sněmu byl většinou Lvov. Předsedou sněmu byl zemský maršálek, který byl tradičně polské národnosti, zatímco jeho zástupce byl Ukrajinec. Jednací řečí byla polština a ukrajinština (rusínština), zřídka také němčina. O jazykové otázky na sněmu se vedly často spory.

### Zemští maršálci Haliče
- Leon Sapieha
- Ludwik Wodzicki
- Mikołaj Zyblikiewicz
- Jan Dzierżysław Tarnowski
- Eustachy Sangusko-Lubartowicz
- Stanisław Badeni
- Andrzej Kazimierz Potocki
- Stanisław Badeni
- Adam Gołuchowski

Zemský sněm volil zemský výbor (zemskou vládu) se sedmi členy. Kromě zemského maršálka jmenovaného císařem to bylo šest řadových členů volených z řad poslanců sněmu. Po jednom členovi vlády volila kurie velkostatkářů, kurie měst a kurie ostatních obcí. Zbylí tři členové byli voleni plénem sněmu. Reforma z roku 1914 předpokládala navýšení počtu členů zemského výboru o dva a mělo jít o zástupce Ukrajinců.